# Китайско-палестинские отношения
Палестино-китайские отношения — двусторонние отношения между Китайской Народной Республикой и Государством Палестина. Отношения имеют долгую историю, начиная ещё со времён правления Мао Цзэдуна. Внешняя политика Мао основывалась на поддержке Войн национального освобождения в странах Третьего мира — войн за освобождение стран от колониальной власти. После смерти Мао Китай продолжил поддерживать Организацию освобождения Палестины на международных форумах.
Китай официально признал независимость Государства Палестины в 1988 году. В 1992 году Китай официально установил отношения с Израилем, и продолжал поддерживать тесные отношения с обеими странами. Оба палестинских лидера, Ясир Арафат и Махмуд Аббас, совершали официальные визиты в Китай.
Кроме того, Китай не признаёт ХАМАС как террористическую организацию, всецело поддерживает создание «суверенного и независимого Государства Палестины» в границах 1967 года со столицей в Восточном Иерусалиме.

## История
После победы Мао Цзэдуна в гражданской войне в Китае в 1949 году Китай признал государство Израиль, однако в 1950—1960-х годах начал поддерживать арабов и палестинцев.
В 1960-х годах Китай твёрдо поддерживал идею уничтожения Израиля и создания на его месте Палестинского арабского государства, а также Мао поддерживал Ясира Арафата и Организацию освобождения Палестины (ООП). Китай поддерживал тесные отношение с партией ФАТХ. Коммунистическая партия Китая поддерживала военизированные коммунистические группы и партии Палестины, такие как Народный фронт освобождения Палестины и Демократический фронт освобождения Палестины. В мае 1965 года ООП открыла своё дипломатическое представительство в Китае.
После того, как Китай был принят в качестве члена в ООН, он всё равно продолжил поддерживать Палестину. Летом 1974 года в Пекине было открыто посольство ООП. Правительство Китая твёрдо поддержало резолюцию Генеральной Ассамблеи ООН 3379 1975 года о ликвидации всех форм расовой дискриминации, которая называла сионизм видом расизма.
После смерти Мао Цзэдуна в 1976 году лидером партии стал Дэн Сяопин. Дэн уменьшил поддержку палестинских военных групп. Позже Китай вовсе прекратил поддержку палестинцев, а в 1978 году поддержал Кэмп-Дэвидские соглашения.
Однако в 1980-х Китай вновь начал поддержку палестинцев. В 1988 году он поддержал Декларацию о независимости Палестины Ясира Арафата, несмотря на возражения как Израиля, так и Соединённых Штатов. КНР официально признала независимость Государства Палестины 20 ноября 1988 года и к концу 1989 года установила с Палестиной полные дипломатические отношения.
Китай направляет официальных дипломатических сотрудников в Палестину с 1990 года. Первоначально дипломатические отношения велись через посольство Китая в Тунисе. В декабре 1995 года Китай создал в секторе Газа дипломатическое представительство, которое фактически выполняло функции посольства и отделения связи при Организации освобождения Палестины. Однако до 2008 года посол в Тунисе продолжал исполнять обязанности главного дипломатического сотрудника в Палестине. В мае 2004 года представительство Китая было перемещено в Рамалла.
Во время правления Цзян Цзэминя и Ху Цзиньтао Китай поддерживал израильско-палестинский мирный процесс. За это время Арафат и Аббас посетили Китай множество раз.
Во время выборов в Палестинский законодательный совет в 2006 году Китай вновь отказался называть ХАМАС террористической организацией. КНР пригласила министра иностранных дел ХАМАС Махмуда аз-Захара принять участие в форуме китайско-арабского сотрудничества в июне 2006 года, игнорируя протесты как Соединенных Штатов, так и Израиля, но получив одобрение со стороны Махмуда Аббаса. После войны в Газе 2008—2009 годов, официальный представитель МИД КНР Цинь Ган призвал обе стороны разрешать споры путём диалога и осуждил использование военной силы для разрешения конфликтов. После конфликта у берегов Газы 31 мая 2010 года спикер МИД КНР Ма Чжаосюй решительно осудил Израиль и призвал государство серьёзно выполнить резолюции Совета Безопасности ООН и улучшить ситуацию в секторе Газа, сняв блокаду.
После операции «Облачный столп» в 2012 году представитель МИД КНР заявил, что Китай выразил обеспокоенность по поводу столкновений и настоятельно призвал все стороны, особенно Израиль, проявлять сдержанность и избегать жертв среди гражданского населения.